# Gournay-sur-Marne
Die französische Gemeinde Gournay-sur-Marne mit 7101 Einwohnern (Stand 1. Januar 2022) ist ein östlicher Vorort von Paris, circa 16 Kilometer vom Stadtzentrum entfernt. Sie gehört zum Département Seine-Saint-Denis. Die Einwohner nennen sich Gournaysiens.

## Geschichte
Gournay-sur-Marne wurde 1105 in einer Urkunde des Saint Martin de Champs unter dem Namen Gornaium das erste Mal erwähnt. Zu dieser Zeit gründete Guy le Rouge, Herr von Gourney, ein Priorat, Sitz der königlichen Vogtei, Quartier von Heinrich IV., der von hier aus die Belagerung von Paris während der französischen Religionskriege leitete.

## Sehenswürdigkeiten
- Rathaus, ehemaliges Schloss

## Verkehr
Gournay-sur-Marne hat keinen Bahnanschluss. Der nächste Bahnhof ist Chelles–Gournay an der RER-Linie E in Chelles.

## Persönlichkeiten
- Eugène Carrière (1849–1906), Maler, geboren in Gournay-sur-Marne.
- Alain Vanzo (1928–2002), Tenor an der Pariser Oper, der in Gournay lebte und hier begraben ist.